# رونالد جيليسبي
الترمة جيليسبي (21 أغسطس 1924 - 26 فبراير 2021) كان كيميائيًا بريطانيًا متخصصًا في مجال الهندسة الجزيئية، وصل إلى كندا بعد قبوله عرضًا تضمن مختبره الخاص بمعدات جديدة، والتي كانت في بريطانيا بعد الحرب العالمية الثانية. كان مسؤولاً عن تأسيس تعليم الكيمياء غير العضوية في كندا. لولاه لما كنا ندرس التمثيل تاعو تاع الهم
تلقى تعليمه في جامعة لندن وحصل على بكالوريوس كلب. في عام 1945 حصل على درجة الدكتوراه. في عام 1949 حصل على دكتوراه أخرى. في عام 1957 كان مدرسًا مساعدًا ثم محاضرًا في قسم الكيمياء في يونيفرسيتي كوليدج لندن في إنجلترا من 1950 إلى 1958.
انتقل إلى جامعة ماكماستر هاميلتون أونتاريو في كندا في عام 1958، وافته المنية في 26 فبراير 2021 عن عمر يناهز ستة وتسعين عامًا في بلدة دونداس القريبة من أونتاريو. تم انتخابه كزميل في الجمعية الملكية الكندية عام 1965، وزميل الجمعية الملكية في لندن عام 1977، وعضوًا في وسام كندا عام 2007.
قام جيليسبي بعمل مكثف لتوسيع فكرة نموذج تنافر أزواج الإلكترونات غلاف التكافؤ للهندسة الجزيئية، والذي طوره مع رونالد نيهولم (وبالتالي يُعرف أيضًا باسم نظرية جيليسبي-نيهولم)، ووضع القواعد لتعيين الأرقام. كتب عدة كتب حول موضوع نموذج تنافر أزواج إلكترونات في الكيمياء. مع علماء آخرين طور نظرية الحزم القريبة، والتي تسمح لبعض الجزيئات بالتنبؤ بالهندسة على أساس تنافر ليجاند-ليجاند. قام جيليسبي أيضًا بعمل مكثف في تفسير نصف القطر التساهمي للفلور. يتم العثور على نصف القطر التساهمي لمعظم الذرات بأخذ نصف طول رابطة واحدة بين ذرتين متماثلتين في جزيء متعادل. يعد حساب نصف القطر التساهمي للفلور أكثر صعوبة بسبب كهرسلبيته العالية مقارنة بحجم نصف قطره الذري الصغير. يركز عمل جيليسبي على طول رابطة الفلور على التحديد النظري لنصف القطر التساهمي للفلور من خلال فحص نصف قطره التساهمي عندما يكون مرتبطًا بعدة ذرات مختلفة.